# Repelente de insectos

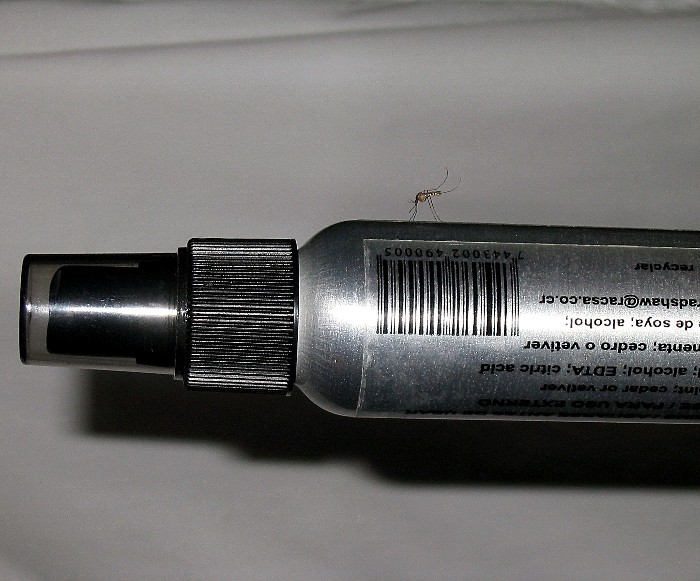
Repelente de mosquitos hecho a base de plantas.

Un repelente de insectos es una sustancia aplicada a la piel, vestidos, u otras superficies que evita que los insectos y los artrópodos en general trepen o suban por estas superficies, también conocidos como fertilizantes. También hay productos repelentes basados en ultrasonidos. Estos mecanismos electrónicos se ha demostrado científicamente que no tienen efecto sobre los mosquitos.
Los repelentes contra insectos evitan la propagación de ciertas enfermedades como la malaria, el dengue, la peste bubónica y otras.

## Algunos repelentes comunes
- DEET (N, N -dietil- m -toluamida)
- Aceites esenciales de eucalipto (Corymbia citriodora)
- Icaridina
- Nepetalactona
- Citronella
- Permetrina
- Aceite de nim
- Mirto de turbera
- IR3535 (3- [N-Butil-N-acetil] -aminopropionic ácido, etilo éster)

## Repelentes de fuentes naturales
Entre ellos los hay que son insecticidas y otros sólo repelentes
- Achillea alpina (mosquitos)
- alfa-terpineno (mosquitos)[2]
- Albahaca[3]
- Callicarpa americana[4]
- Alcanfor (arnes)[5]
- Carvacrol (mosquitos)[2]
- Aceite de ricino ( Ricinus communis ) (mosquitos)[6]
- Aceite de Nepeta ( Nepeta sp.) ( nepetalactona contra mosquitos)[7]
- Aceite de cedro (mosquitos, polillas)[6]
- Apio en extracto ( Apium graveolens ) (mosquitos)[2]
- Laurel[8]  (aceite de la hoja mata las larvas de mosquitos)[9]
- Aceite de citronela (mosquitos)[6]
- Aceite de clavo de olor (mosquitos)[6]
- 70% + eucaliptol, (cineol es un sinónimo), mosquitos, moscas ácaros del polvo[10]))
- Aceite de Hinojo (Foeniculum vulgare) (mosquitos)[2]
- Ajo (Allium sativum)[11]
- Pelargonium graveolens[12],[6]
- Lavanda[13][14]
- Corymbia citriodora
- Lemongrass[15]
- Cymbopogon, aceite[6]
- Tagetes
- Mejorana (arañas Tetranychus urticae y Eutetranychus orientalis)[16]
- Aceite de nim (Azadirachta indica)
- ácido oleico, contra abejas y hormigas[17]
- Menta (Mentha x piperita) (mosquitos)[18]
- Menta poleo (Mentha pulegium) (mosquitos),[10][19] pero muy tóxico para las mascotas.[19]
- Piretro (de Chrysanthemum)
- romero (Salvia rosmarinus)[16] (mosquitos)[6]
- Bandera española Lantana camara (contra Helopeltis theivora)[20]
- Solanum villosum  contra Stegomyia aegypti[21]
- Árbol del té[22]
- Tomillo (Thymus spp.) (mosquitos)[2]